# 三菱・i
i（アイ）は、三菱自動車工業が2006年から2014年にかけて販売（2013年生産終了）していた軽自動車である。2003年のフランクフルトモーターショーに出展した同社のコンセプトカーが原型となっている。

## 概要
近年の軽乗用車としては珍しく、5ドアボディでありながらエンジンをリア・ミッドに搭載し、高効率なパッケージングを採りながら、重量配分の最適化により操縦安定性と走行性能を高めている。かつて経営の提携関係にあったダイムラー・クライスラーのスマートの設計ノウハウが活かされていると思われがちであるが、プラットフォームは三菱自動車の独自開発である。先行開発は2000年（平成12年）、正式な開発は2001年（平成13年）1月から始まっている。途中2度も開発が中断する事態に陥りながらも、2004年（平成16年）のダイムラー・クライスラーとの提携解消後の再建計画の中で、最終的に商品化に向けての開発が認められることになったという経歴を持つ。
三菱自動車の軽自動車では、派生車を除くとeKワゴン以来4年3ヶ月ぶりのニューモデルである。
iの開発は、2代目パジェロでプロジェクトエンジニア、後にプロジェクトエグゼクティブとなる福井紀王が手掛けた。
コンセプトは「居住性」「衝突安全性」「斬新なデザイン」を統合したプレミアムスモール。三菱がパジェロミニで先鞭を付けた「プレミアムを付加価値とする軽自動車」を発展させたものである。ダイムラー・クライスラーとの提携以前より企画され、2001年（平成13年）から開発がスタートしたが、そもそも競合車種が無いゆえに需要があるのか、市場はあるのかを経営陣に納得させることに苦労したとされている。2003年（平成15年）頃には経営難から開発が一旦停止されたものの、半年後に開発を再開した際のモーターショーでの発表において手応えを得たことから、開発は加速したという。しかし、提携先であるダイムラー・クライスラーの商品であるスマートの市場とバッティングするという理由から、2004年（平成16年）初頭に開発が再度停止されてしまう。当時、提携関係にあったダイムラー・クライスラーの企画本部長を、1日中軽自動車に乗せて東京を案内し、狭い路地に入っていける利便性や軽自動車の意義を理解してもらうことなど、商品性を理解してもらうよう努力が払われたが、それがかえって仇となった格好である。その後、ダイムラー・クライスラーとの提携解消後の再建計画の中、同年5月に新しい三菱を象徴する先進的なクルマとして商品化が認められることとなった。自動車製造業の傾向として新車開発期間が大幅に短縮される中、2回の中断を挟んだこともあり、5年の開発期間を要しての発売となった。
発売当初はターボエンジン搭載モデルのみをラインナップし、車両本体価格は128万円以上だった。2006年（平成18年）10月に自然吸気エンジン搭載モデルが登場し、2009年（平成21年）8月発売の最廉価「Limited 2WD」は99.8万円から購入できるようになった。元々高価なモデルではあるが、過給の有無や駆動方式を別とすると、メーカーオプションの範囲が狭く、グレード間での差異の少ない車である。こと安全装備に関しては、全グレードがほぼ共通であり、唯一フロントディスクブレーキのローター径だけ、ターボエンジン搭載モデルが1インチ大きいのみとなっている。
生産は、岡山県倉敷市の三菱自動車工業水島製作所で行われていた。

## スタイル・機構

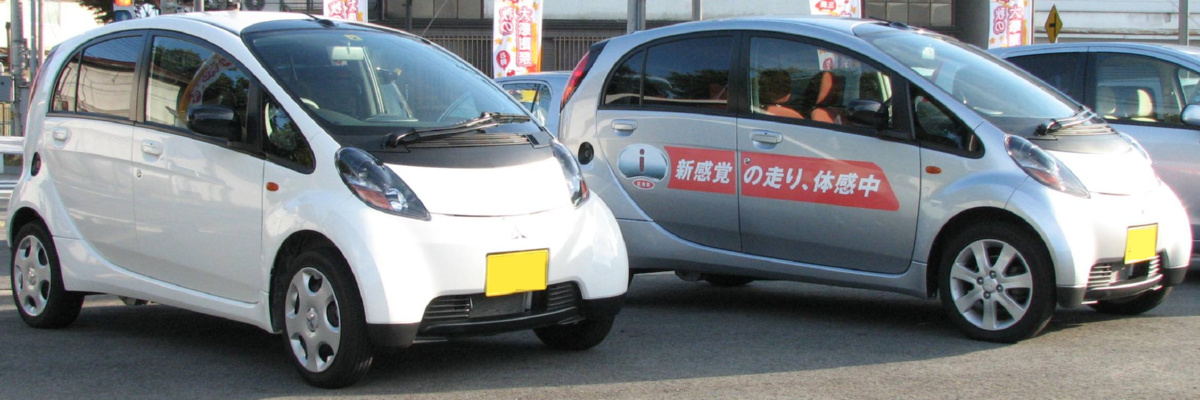
2台のi

### エンジン
新たに開発された直列3気筒DOHC12バルブ、可変バルブ機構MIVEC付き3B20型を搭載。自然吸気、またはインタークーラー付ターボ仕様がある。ターボは低回転域からトルクが発生するようチューンされている。
本エンジンはダイムラーへの供給契約が締結されており、排気量を999ccに変更した上で、2007年にモデルチェンジしたスマートに搭載されていた。

### レイアウト
リア・ミッドシップを採用することでホイールベースは2012年12月現在、既存の軽自動車としては最長の2,550 mmである。フロントにエンジンとトランスアクスルが無いため、ステアリングの切れ角を大きく取ることができ、ロングホイールベースにもかかわらず最小回転半径は4.5 mとなっている。
国内の軽自動車では唯一、後面オフセット衝突にも対応している。
シリンダーを45度後傾させた上でリア・アクスルに載せるような形とすることで広い室内空間を実現している。このエンジン配置によって地上からの荷室床面高は約70 cmとやや高く、総合的な積載空間は他車より若干狭いが、横幅と奥行きは長くとられている。荷室の床には遮熱対策が施してある。
エンジンのリア・ミッドシップレイアウト、自社の小型乗用車コルトよりも長いロングホイールベース、大径の15インチホイールの採用によって、従来の軽自動車に比べてシャープなハンドリング特性を持つ。2006年10月のマイナーチェンジで、フロントにネガティブキャンバーを付加したセッティングになり、さらに軽快なハンドリングが体感できる。自動車評論家の中にもこの独特のハンドリングを評価する声が多い。
エンジンがリアにある事で、原理上ブレーキング時にノーズダイブが起こりにくく、四輪に均等に荷重のかかった非常に安定したブレーキングを可能としている。
関連特許を持つホンダからの技術供与により、運転席下に燃料タンクを置くセンタータンクレイアウトを採用している（カタログに記載）。
全高は1.60 mで、都市部に多い1.55 mが上限の機械式立体駐車場には駐車することができない。
ミッドシップの後輪駆動というレイアウトの都合上、フロントにプロペラシャフトを通すためのセンタートンネルを設ける必要があったため、他の軽自動車と比較してやや小振りなシートで、前席の居住空間が若干犠牲になっていた。

### 駆動
二輪駆動モデルは後輪駆動、四輪駆動モデルはビスカスカップリングを用いたオンデマンド式フルタイム4WDを採用している。
後輪荷重の大きさ、操縦安定性、ミッドシップらしい軽快なハンドリングのバランスをとるため、前輪145/65R15、後輪175/55R15と、タイヤは前後異サイズで、スタッドレスタイヤも前後2本ずつの購入（本車専用の組み合わせ）となる。スペアタイヤは搭載されず、パンク修理キットで対応する。

## 特別仕様車
- i-Play Edition（2006年5月17日 - 9月）
  - Mをベースに、Appleのオーディオプレイヤー「iPod nano」専用スロットなどを装備するほか、アイのロゴマークが刻印されたiPod nanoを進呈。
- Limited（初代）（2006年7月1日 - 10月）
  - S（初期）をベースに、専用AM/FMラジオ付CDプレーヤー＋4スピーカー、UVカット機能付プライバシーガラスを標準装着化。Sよりも低価格。
- i倉敷（2006年12月14日 - 2007年3月）
  - S（NA）をベースに、ジーンズ柄シート生地、専用AM/FMラジオ付CDプレーヤー＋4スピーカー、UVカットプライバシーガラス、“i倉敷”専用デカールを装備。岡山三菱自動車のみで100台限定販売。
- 1st Anniversary Edition（2007年1月16日 - 9月）
  - LとMをベースに、インテリアではブラックのドット柄を採用したシート、インパネ、トリム、カーゴルームカーペットや後席用シートポケット、専用キーホルダーなどを、エクステリアでは水滴防止ドアミラー、左右フロントドアガラスの撥水コーティングとUV&ヒートプロテクトガラス（フロントウィンドウ）などを追加装備する。
- Casual Edition（2007年6月19日 - 12月）
  - S (NA) をベースに、バニティミラー（運転席・チケットホルダー付）、プライバシーガラス（リヤドア・テールゲート）、UV&ヒートプロテクトガラス（フロントウィンドウ）を追加装備する。
- Sport Style Edition（2007年9月20日 - 12月）
  - LXまたはGをベースとして、外装にROAR製のグリル一体型フロントエアロバンパーやルーフスポイラー、マフラーカッターを装飾。内蔵には、専用色センターパネルや本革巻きのステアリング、シフトノブを装備する。
- Bloom Edition（2007年12月25日 - 2008年12月）
  - Lをベースに、UV＆ヒートプロテクトガラス、ボディと同色の電動格納式リモコンドアミラー、助手席側バニティミラーなどを追加装備。インテリアには、同仕様車専用のミント＆ブラウンインテリアを採用。

| Bloom Edition |  | Bloom Edition |
| Bloom Edition |  |               |

- Limited（2代目）（2009年8月19日 - ）
  - Sをベースに、装備を厳選。スタイリッシュなエクステリアと便利機能をパッケージしたコンフォートパックも設定。ベースグレードの「S」は2009年11月の一部改良で廃止されたものの、本グレードは一部改良を受け、販売を継続。

## コンセプトカー・i

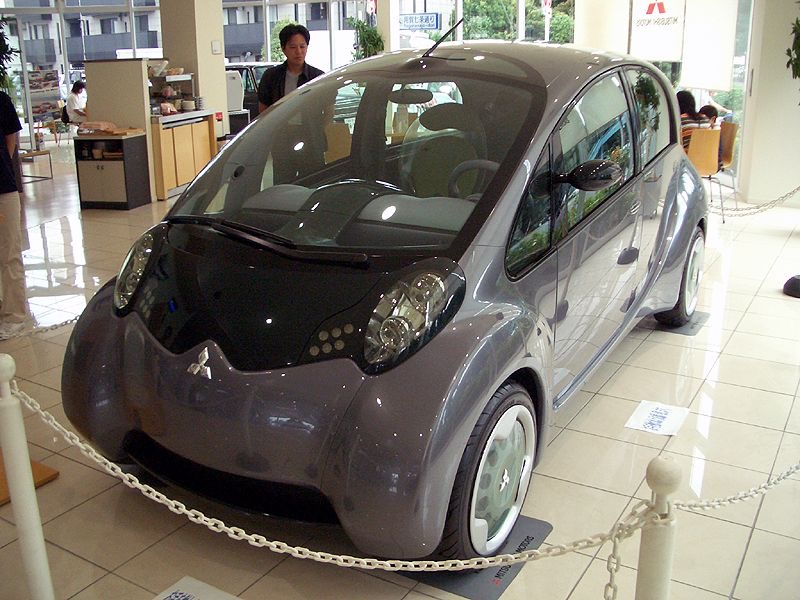
prototype i フロント

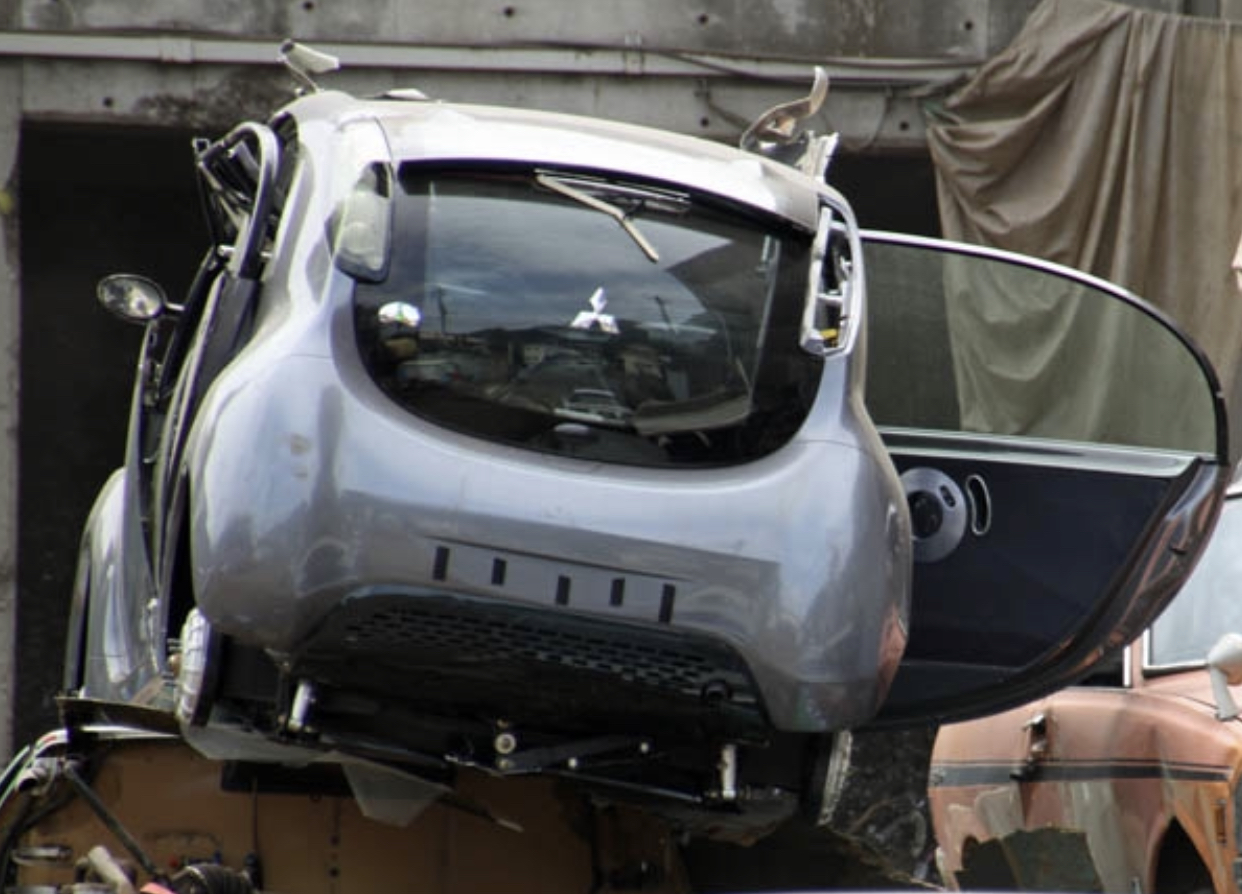
prototype i 解体中

市販型のiの原型となった同名のコンセプトカーは、2003年の第60回フランクフルトモーターショーにおいて初公開されている。エンジンレイアウト、サスペンション機構は市販型と同一であるが、軽自動車ではなく排気量1,000 ccのコンパクトカーとして発表されていた。
エクステリアデザインは、リヤ・ウインドウがルーフ側にまで回り込んでいることと、細部が幾分未来的なデザインにされていることを除けば市販型とほぼ同一のイメージであるが、外寸は全長3,516×全幅1,505×全高1,514 mmと一回り大きく、低い。車体構造もコンセプトカーらしく、アルミ製スペースフレームに樹脂製のパネルを組み合わせて、さらにサスペンションやブレーキローターとキャリパーまでもアルミ化することにより、リッターカーながら790 kgの軽量ボディを実現している。空気抵抗削減にも気を配り、Cd値は0.24に達している。
エンジンは、アルミブロックの1,000 cc直列3気筒DOHC12バルブ。吸排気とも可変バルブタイミング機構MIVECを採用しており、さらにアイドリングストップ機構を備えている。最高出力は68 ps/6,000 rpm、最大トルクは9.4 kgm/3,500 rpmを発生する。これにCVTを組み合わせて、3リッターカーの基準を満たすCO2排出量89 g/km（燃費3.8 L/100 km）を達成するとともに、排出ガス規制でEURO 4を達成することにより、排出ガス・燃費ともFIA Eco Test史上初の5つ星を取得している。
グランツーリスモ4にも収録されており、レースやフリーランで走行すること、フォトモードにおいて撮影することが可能。

## 型式 HA1W（2006年-2013年）
2003年9月11日
フランクフルトモーターショーに、コンセプトテストカー『i』を出品。
2003年10月24日
第37回東京モーターショーに出品。
2005年5月
車種名を『i（アイ）』に正式決定。
2005年11月
ケンタッキーフライドチキン（KFC）のCM『2005年クリスマスキャンペーンパーティバーレル篇』に、発売前であるが「出演」。これは日本KFCが三菱商事の関連会社のため。
2006年1月5日
TBSのドラマ「一週間の恋」に登場。
2006年1月24日
販売開始。ターボエンジン搭載車。目標月間販売台数は5,000台。
2006年5月17日
特別仕様車「i-Play Edition」を発売。
2006年7月1日
特別仕様車「Limited」を発売。
2006年7月25日
ハローキティ特別仕様車「PrincessKitty i」限定1台を日本橋三越で販売。
2006年10月11日
本車をベースに、電気自動車の研究車両『i MiEV』を制作。
2006年10月17日
J.D.パワーによる「2006年日本軽自動車初期品質調査」において1位を記録（ダイハツ・ムーヴラテと同点の61PP100）。
2006年10月24日
マイナーチェンジ。自然吸気（NA）エンジン搭載車を追加、ターボ車は一部改良。ネガティブキャンバーをつけたことによりハンドリングが向上。
2006年10月25日
グッドデザイン大賞受賞。（軽自動車としては初。乗用車としては、プリウス以来2度目）。
2006年10月31日
J.D.パワーによる「2006年日本軽自動車商品性評価調査」において調査開始以来最高得点で1位を記録。
2006年10月31日
日本自動車殿堂カーデザインオブザイヤー受賞。
2006年11月1日
カービュー・カー・オブ・ザ・イヤー2006年度「国産」部門受賞。
2006年11月14日
2007年次RJCカー・オブ・ザ・イヤー受賞。
2006年11月18日
第27回2006-2007日本カー・オブ・ザ・イヤー特別賞「Most Advanced Technology」受賞。
2006年11月30日
第1回あなたが選ぶカー・オブ・ザ・イヤー大賞を受賞。
2006年12月14日
「倉敷ナンバー」のご当地ナンバー認証を記念した特別仕様車「i倉敷」を発売。
2007年1月16日
特別仕様車「1st Anniversary Edition」を発売。
2007年6月19日
特別仕様車「Casual Edition」を発売。
2007年9月6日
特別仕様車「Sport Style Edition」を発売。
2007年12月20日
マイナーチェンジ。UV＆ヒートプロテクトガラスや、電動格納式リモコンドアミラー、キーレスオペレーションシなどで装備グレードを拡大。ボディーカラーに「サクラピンクメタリック」と「ドーンシルバー」を追加するほか、ターボ搭載グレードのバンパーをボディ同色に変更。このほか、前席シート形状の改良やシート生地の変更、パワーステアリング「EPS+」追加装備、など。
2007年12月25日
特別仕様車「Bloom Edition」を発売。
2008年12月24日
マイナーチェンジ。グレード体系を見直し、廉価グレード「S」、充実グレード「Vivace（ビバーチェ）」、ターボ車「T」の3グレードに集約。上級グレードにあったドアサッシュのブラックアウト処理を廃止し、ボディ同色とする。ボディカラーは「ライトブルーメタリック」「ライトイエローソリッド」「ペールベージュソリッド」を廃止し「オーシャンブルーメタリック」「ラズベリーレッドパール」「サンフラワーイエローソリッド」を新たに追加。インテリアカラーは「レッドインテリア」を廃止し、「グレーインテリア」「ミント＆ブラウンインテリア」「ブラックインテリア」に整理。
2009年6月5日
電気自動車『i-MiEV』の法人向け販売を同年7月下旬から開始すると発表。一般向け販売も2010年4月から開始する計画と発表された。
2009年7月30日
特別仕様車「Limited」を発表（8月19日発売）。
2009年11月5日
マイナーチェンジ。走行抵抗の低減を行い、さらにNAエンジン車はエンジンの改良とオートマチックトランスミッションの制御見直しを行い、全グレードで燃費を向上。これにより、「Vivace」の2WD車で平成22年度燃費基準+15%を達成。このほか、ステアリングホイール下にETCユニットの装着スペースとしても使用できるアンダートレイを追加し、シート地をニットに変更。「Vivace」で選択可能だった「ミント&ブラウンインテリア」を廃止し、「グレーインテリア」に統一。「i-MiEV」で採用されているエアロワイパーブレードを装備し、カタロググレードではオートライトコントロールシステムも装備。メーカーオプションのMMESは省電力性・耐衝撃性に優れたSSDに変更し、SDカードスロットやUSB端子を装備した。ボディカラーは「ジンジャーブラウン」と「ドーンシルバーメタリック」を廃止し、「ミスティックバイオレットパール」を新たに追加。グレード体系は廉価グレードの「S」を廃止し、「Vivace」と「T」のシンプルな構成となった。なお、特別仕様車の「Limited」は好評につき、ベース車に準じる一部改良を受け販売を継続する。
2010年8月5日
マイナーチェンジ。メーター部分に低燃費運転をサポートするECOランプを追加。充実グレードの「Vivace」をベースにSSD方式のMMES（三菱マルチエンターティメントシステム）とリアドアスピーカーを標準装備した新グレード「Vivace+navi」を新設。これにより、「Vivace」に設定されていたMMESのメーカーオプション設定を廃止した。さらに、5年目以降の車検入庫時に保証延長点検（24ヶ月定期点検相当）を受けることを条件に適用される「最長10年10万km特別保証延長」の対象車種となった。
2011年12月
仕様変更。グレード体系の整理に伴い、「Vivace+navi」を廃止。
2012年7月6日
マイナーチェンジ。安全に関する法規制強化に対応し、ヘッドレストを大型化するとともに、ISO-FIXチャイルドシートアンカーを標準装備。さらに、ドアミラーを大型化して視認性を向上させた。
2013年2月27日
スポーツモデル「ロアコンプリート」生産終了。
2013年6月6日
車種整理、eKシリーズのフルモデルチェンジに伴うラインアップ集約の為、トッポと共に生産終了。なお、本車種をベースとした電気自動車のi-MiEVは継続生産される。
2013年9月27日
販売終了、およびホームページへの掲載を終了。
2014年3月
ごく僅かに残っていた在庫分の未登録車の車両登録を全て完了し販売終了。
2021年2月22日（補足）
i-MiEVが販売終了、およびホームページへの掲載を終了。iの商標は15年の歴史に幕を下ろす事となった。

## 受賞歴
- 2006年日本軽自動車初期品質調査で1位を獲得。
- 2006年度グッドデザイン大賞を軽自動車としては初の受賞（自動車としては、2003年のプリウス以来）。
- 2006年日本軽自動車商品性評価調査で1位を獲得。
- 2007 日本自動車殿堂カーデザインオブザイヤーを受賞。
- カービュー・カー・オブ・ザ・イヤー2006〜2007 国産部門で受賞。
- 2007年次 RJCカー・オブ・ザ・イヤーを受賞。
- 第27回日本カー・オブ・ザ・イヤー特別賞「Most Advanced Technology」を受賞（軽自動車では初）。
- 第1回あなたが選ぶカー・オブ・ザ・イヤー大賞・K4オブ・ザ・イヤーを同時受賞。
- 日経優秀製品・サービス賞（2006年）最優秀賞（日経産業新聞賞）を受賞。

## 車名の由来
『I（自分）』、『愛』、および『innovation（革新）』、『imagination（想像）』、『intelligence（知性）』の頭文字から。
2008年12月から追加された新グレード「Vivace」とは、イタリア語で『いきいきと、活発に』を意味する。

## その他
- i（アイ）をブリティッシュモーターショーや英国内のディーラーで展示し、来場者の好意的な反応を得ていたミツビシ・モータースUKは、イギリス国内において300台を限定販売した。販売されたモデルはターボ＋上級装備が奢られた仕様。価格は8999ポンド（当時のレートに換算すると約210万円）であった。
- インドのバンガロールにある鉛電池搭載電動マイクロカーのメーカーである「REVA」（リーバ）が「i」という車名のマイクロカーを製造販売しているが、一切無関係である。